# Bothrophthalmus lineatus
Bothrophthalmus lineatus este o specie de șerpi din genul Bothrophthalmus, familia Colubridae, descrisă de Peters în 1863. Specia poate fi întâlnită în țările din Africa Subsahariană, și anume în Rwanda, Uganda, Burundi, Angola, Ghana și Guineea ș.a. Este un șarpe neveninos, colorat în negru cu cinci dungi roșii-orange de-a lungul său. Trăiește în păduri și zone forestiere la altitudini de la 700 până la 2300 m, adesea lângă ape. Este o specie terestră și nocturnă. Se hrănește cu mici animale de pădure, cum ar fi șoareci. Femelele depun în jur de cinci ouă.
Sunt cunoscute două subspecii ale speciei respective:
- B. l. brunneus (Günther, 1863)
- B. l. lineatus (Peters, 1863)